# 深圳地质博物馆
22°31′55″N 114°31′37″E / 22.53184°N 114.52681°E
深圳地质博物馆，也称深圳大鹏半岛国家地质公园博物馆，位于深圳大鹏半岛国家地质公园，是位于中华人民共和国广东省深圳市的一所地质博物馆。

## 概况
2005年9月19日，中华人民共和国国土资源部批准成立“深圳大鹏半岛国家地质公园”。2013年12月26日，公园对外开放。地质公园博物馆是大鹏半岛国家地质公园的游览设施之一，位于南澳新大七娘山穹丘（高869米）行旅区附近。博物馆建筑面积5410平方米，拥有序厅、地球探秘展厅、大鹏半岛展厅、矿物展厅、城市与地质环境展厅及临时展厅等设施。同时馆内还设有3D科普影院、多功能报告厅和恐龙室外展场。博物馆采用了多样化及现代化的展览手段：展厅内播放包括“宇宙的形成”、“海洋的形成”、“澄江动物群”、「火山爆发动态背景”和“沿海城市地质灾害”等44部多媒体影片，博物馆还制作了反映海啸灾害的3D影片和5部介绍宝玉石的幻影成像，制作了海蚀洞、火山喷发、宝石形成、海岸地质灾害、岩心采集等10余处景观场景，重现了大鹏半岛国家地质公园独特的古火山地貌和海岸风光。

## 图片

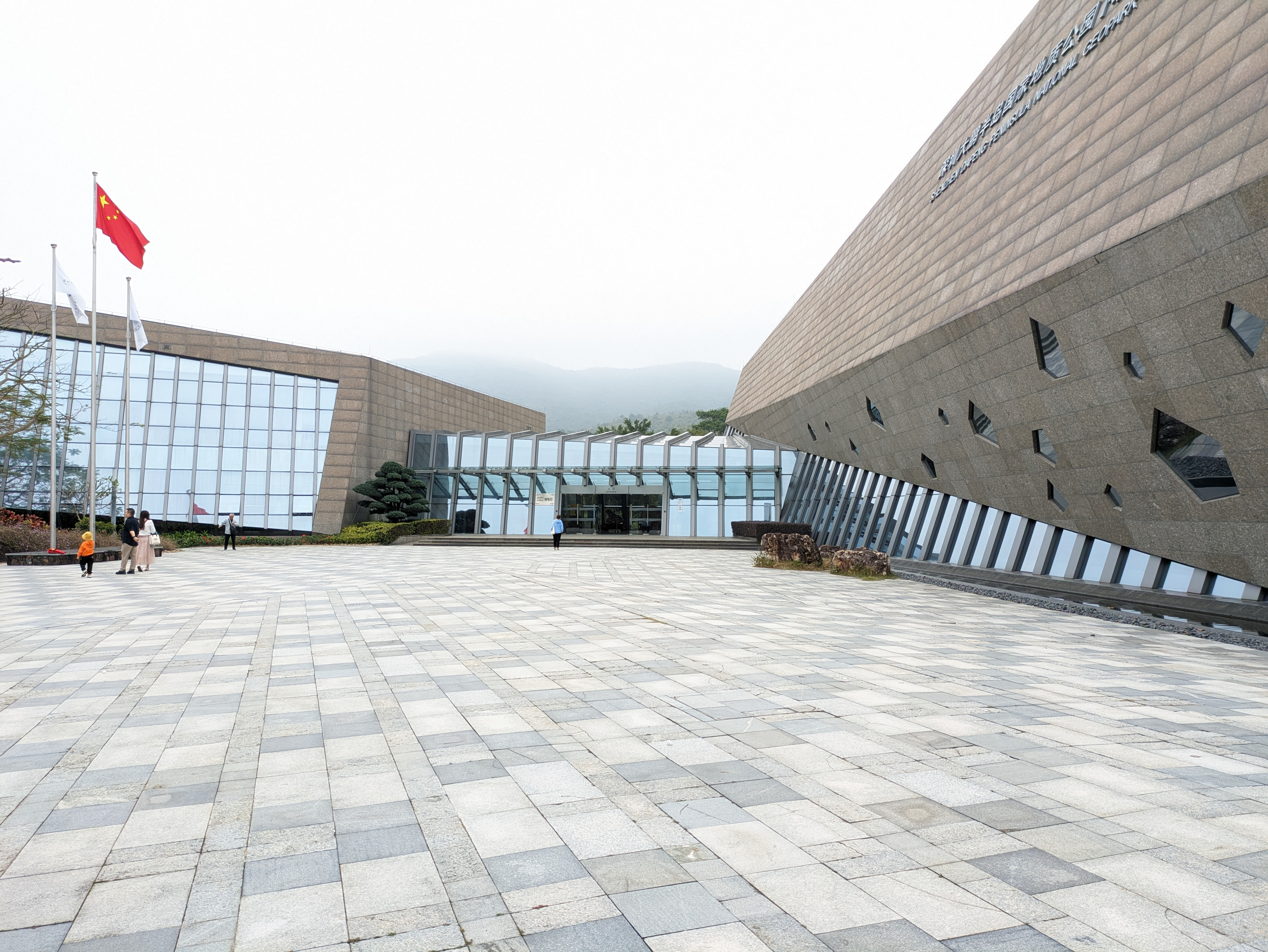
入口
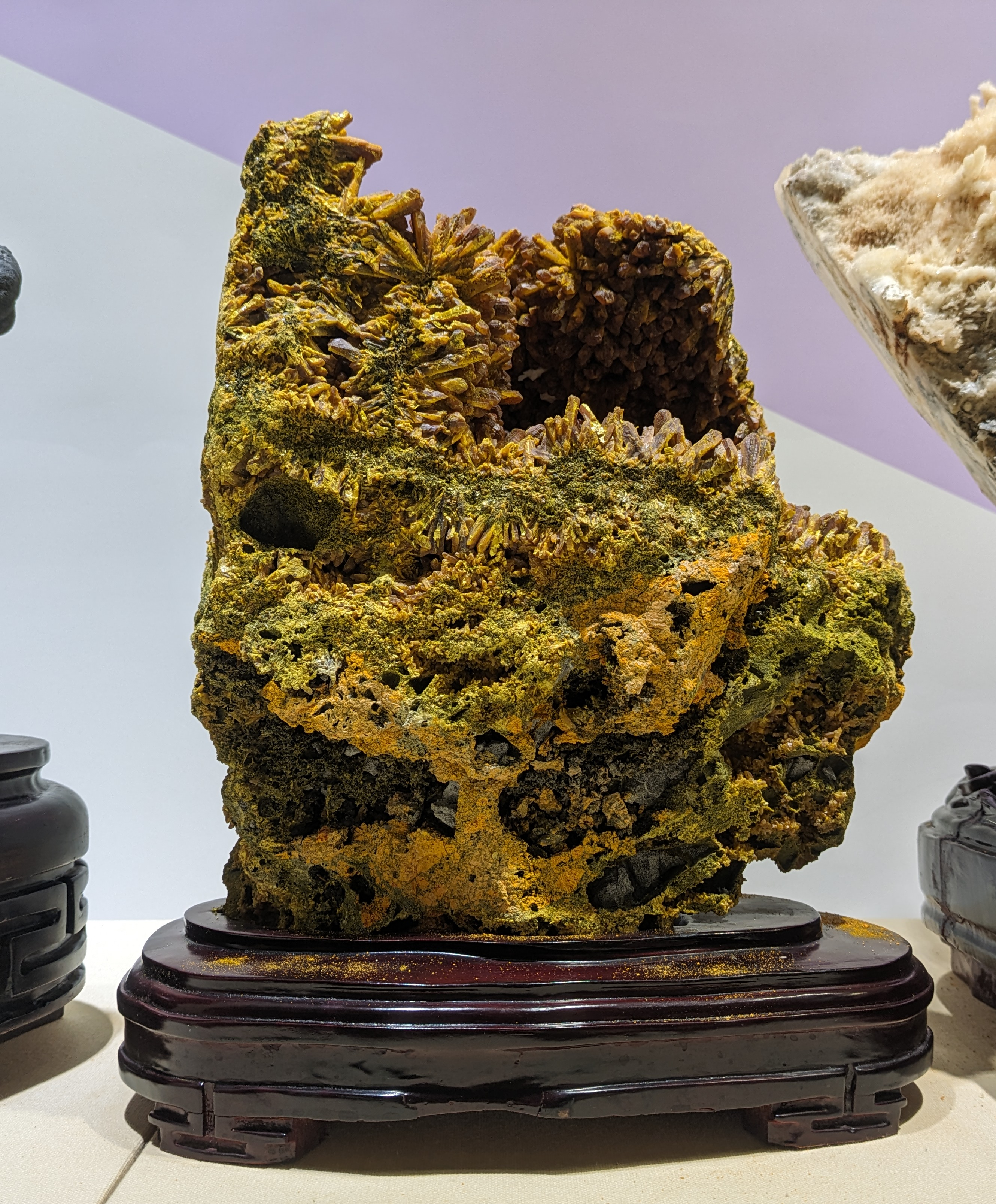
来自湖南石门的雌黄
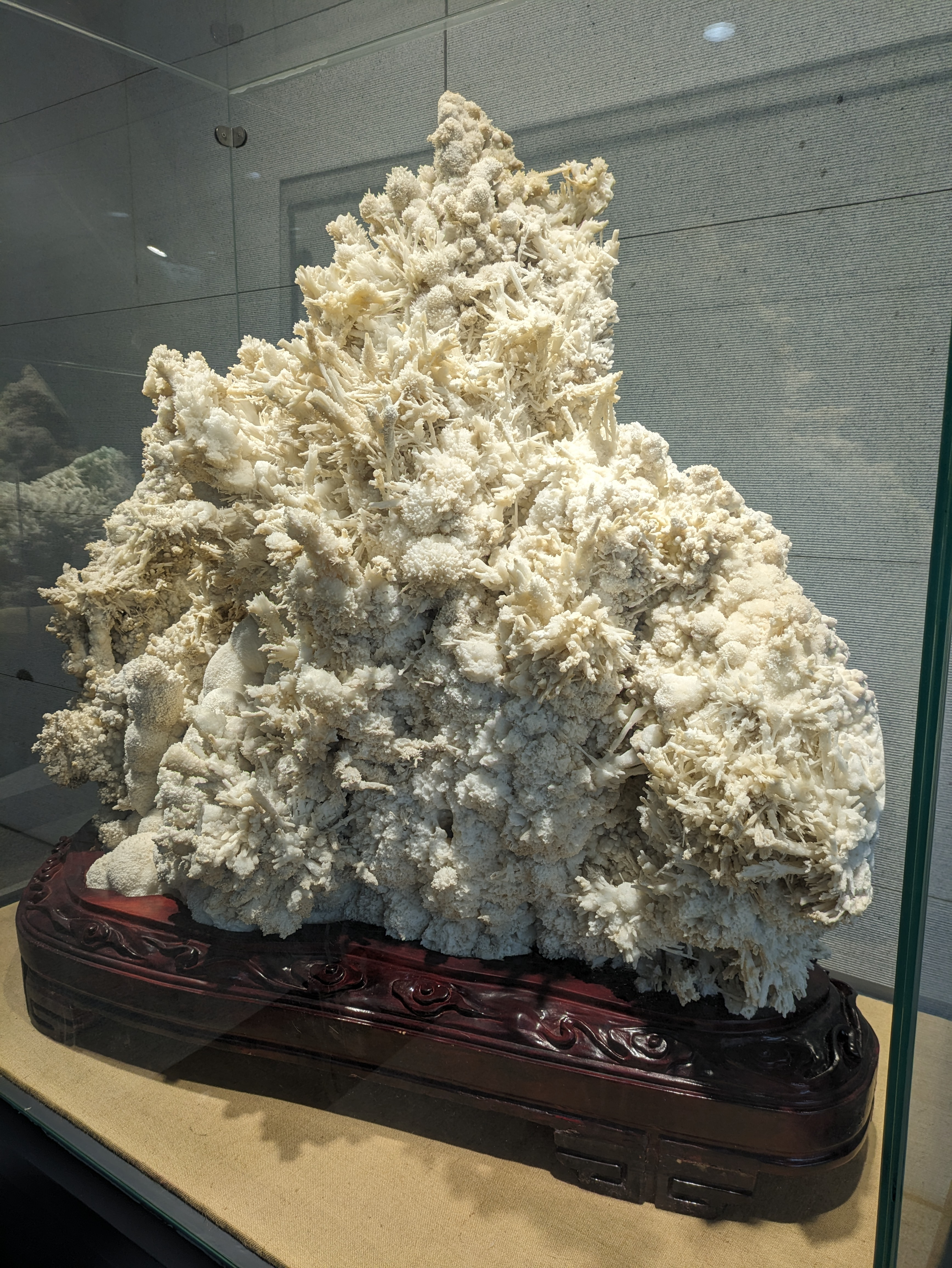
来自云南香山的文石
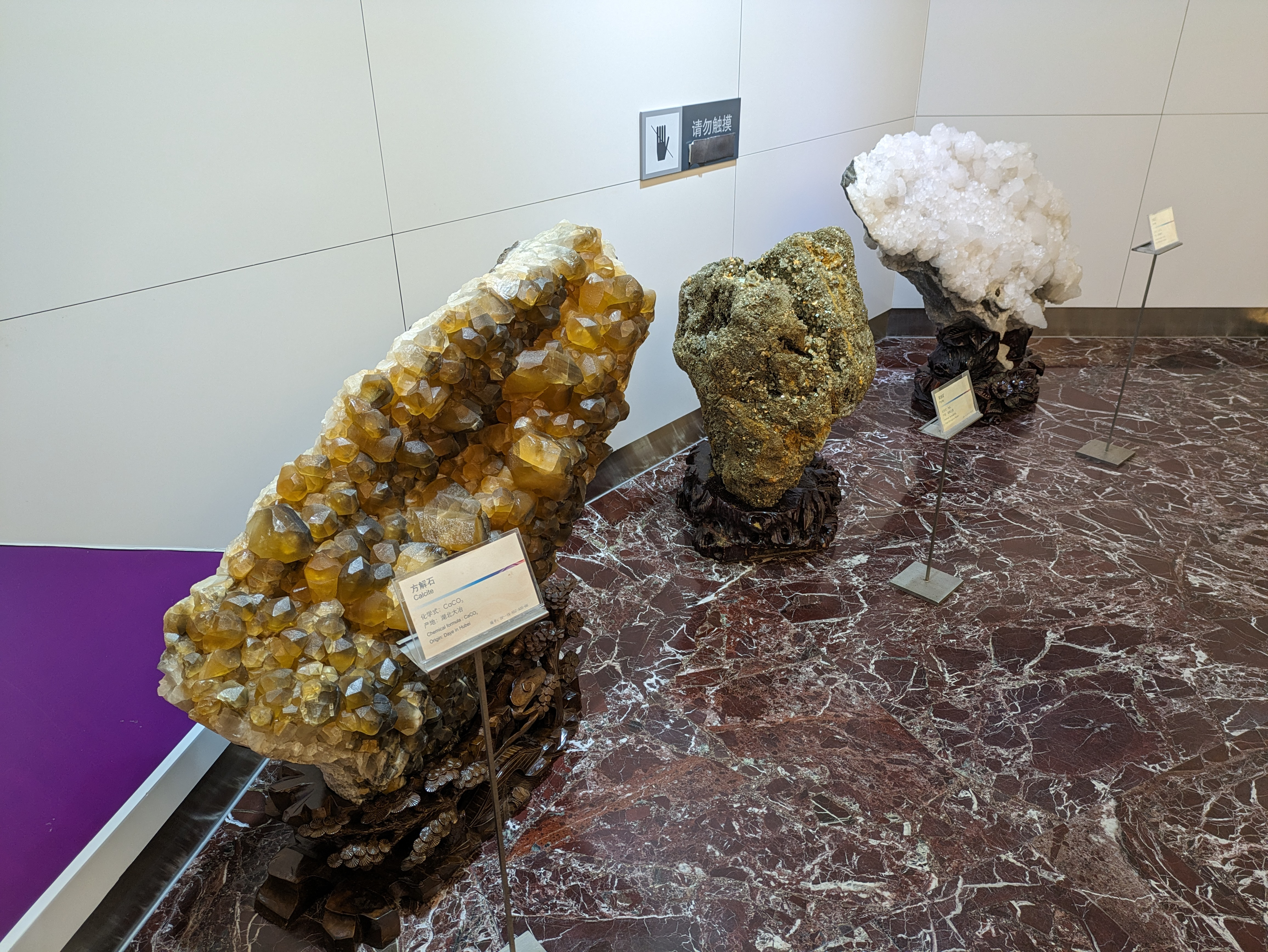
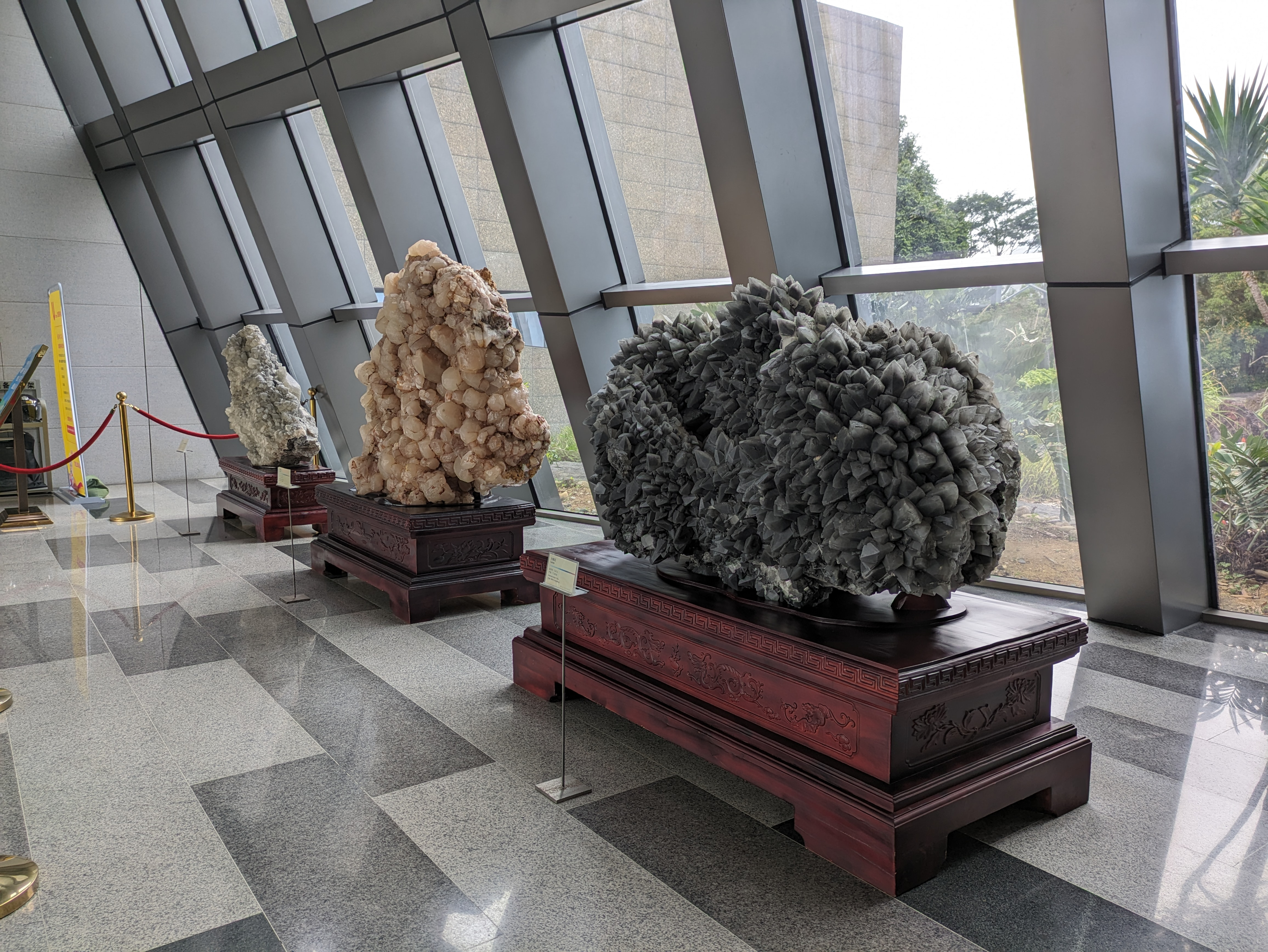